# Полинаго
Полинаго (итал. Polinago) је насеље у Италији у округу Модена, региону Емилија-Ромања.
Према процени из 2011. у насељу је живело 560 становника. Насеље се налази на надморској висини од 792 м.

## Становништво
Према резултатима пописа становништва 2011. у општини је живело 1.742 становника.
| 1931. | 1936. | 1951. | 1961. | 1971. | 1981. | 1991. | 2001. | 2011. |
| ----- | ----- | ----- | ----- | ----- | ----- | ----- | ----- | ----- |
| 5.040 | 5.177 | 4.915 | 4.016 | 2.672 | 2.071 | 1.889 | 1.867 | 1.742 |